# 台中市公車651路
台中市公車651路目前行駛自大甲區公所到臺中女中，主要行駛於甲后路與國道一號，由中台灣客運營運。

## 歷史
- 2022年3月23日：通車。[1][2]

- 2024年3月18日：調整發車時刻。[3]

- 2024年6月17日：「二崁」站遷移至甲后路三段763巷旁。[4]

- 2024年8月24日：取消跳蛙式停靠站點政策，新增臺中市區境內沿線全部未停靠之站位，並調整發車時刻。[5]
  - 增設站位：「中清環中路口」、「下港尾」、「中清同榮路口」、「貿易三村」、「中清后庄路口」、「后庄仔」、「敦化后庄七街口」、「松竹敦化路口」、「松竹梅川東路口」、「松竹崇德路口」、「崇德六路口」、「崇德五路口」、「崇德一路口」、「崇德國中（民俗公園）」、「崇德瀋陽路口」、「崇德北平路口」、「崇德青島路口」、「崇德橋」、「崇德德化街口」、「健行永興街口」、「中山堂」、「三民錦新街口」（往臺中女中方向）、「中友百貨」、「中興堂」、「台中公園（雙十路）」、「干城站」、「民權繼光街口」。

## 路線基本資料
全程行車里程數約42公里，行車時間約1小時35分。往台中女中68站，往大甲區公所67站。

### 時刻表
- 時刻表僅供參考，請以中台灣客運網站公告為準。

| 台中市公車651路平/假日時刻表 | 台中市公車651路平/假日時刻表 | 台中市公車651路平/假日時刻表 | 台中市公車651路平/假日時刻表 |
| ---------------------------- | ---------------------------- | ---------------------------- | ---------------------------- |
| 大甲區公所開時刻             | 大甲區公所開備註             | 台中女中開時刻               | 台中女中開備註               |
| 06:00                        | -                            | 06:00                        | -                            |
| 06:50                        | -                            | 07:00                        | -                            |
| 08:00                        | -                            | 08:00                        | -                            |
| 09:00                        | -                            | 09:00                        | -                            |
| 10:00                        | -                            | 10:00                        | -                            |
| 11:00                        | -                            | 11:00                        | -                            |
| 11:30                        | -                            | 12:00                        | -                            |
| 12:40                        | -                            | 13:00                        | -                            |
| 13:10                        | -                            | 13:30                        | -                            |
| 14:50                        | -                            | 14:40                        | -                            |
| 15:00                        | -                            | 15:10                        | -                            |
| 15:30                        | -                            | 17:05                        | -                            |
| 16:55                        | -                            | 17:15                        | -                            |
| 17:30                        | -                            | 18:00                        | -                            |
| 20:00                        | -                            | 22:00                        | -                            |

### 停站
- 參見右側站牌路線圖。

### 收費
- 依里程計費；臺中市民刷電子票證享10公里免費。

## 其他
本路線由臺中市議員吳敏濟提案爭取，補足現有新幹線公車154路的不足，讓公車服務學生及就醫民眾，並提升生活機能。

## 外部連結
- 臺中市公車動態資訊 （页面存档备份，存于）